# وینیتینگ

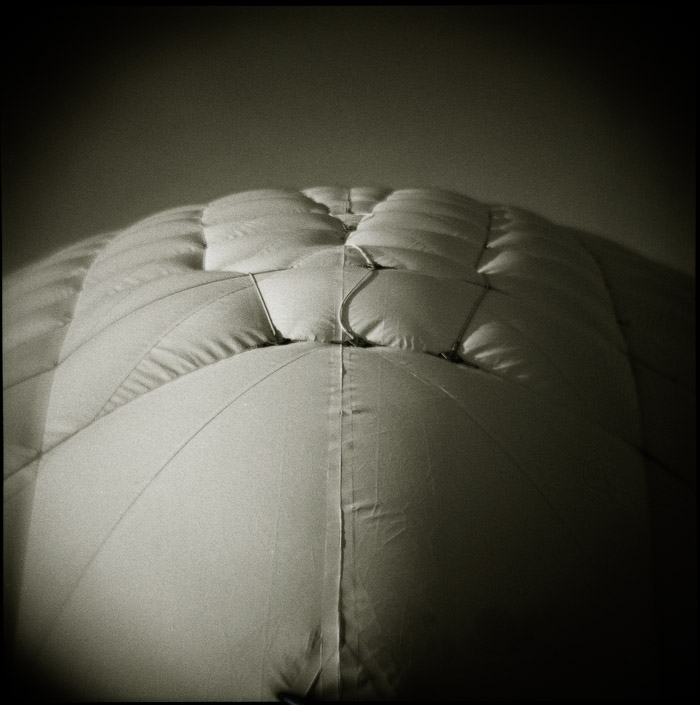
وینیت معمولن جهت جلب کردن توجه بیننده به مرکز عکس استفاده می‌شود

وینیِت (به انگلیسی و فرانسوی Vignette) در عکاسی به معنای کاهش روشنایی (تیره کردن) یا کاهش اشباع رنگ حاشیه‌های عکس است که از آن برای جلب توجه بیشتر مخاطب به مرکز عکس یا به سوی سوژه اصلی در عکس استفاده می‌شود.
در لوموگرافی از وینیت استفاده زیادی می‌گردد.

## تلفظ
در زبان فارسی از واژه ویگنت به اشتباه استفاده می‌شود که بدلیل عدم توجه به آواشناسی واژه Vignette در زبان انگلیسی است. این واژه انگلیسی نیز مانند واژه فرانسوی آن وینیِت تلفظ می‌شود اما یکسان نوشته نمی‌شوند.